# Fabio Lopez
Fabio Lopez (sinh ngày 17 tháng 6 năm 1973) là một huấn luyện viên bóng đá và một cựu cầu thủ bóng đá người Ý gốc Tây Ban Nha. Lopez đã huấn luyện nhiều  học viện câu lạc bộ tại Ý, tìm kiếm tài năng cho Atalanta B.C. và ACF Fiorentina,, và quản lý một số câu lạc bộ trên khắp Đông Âu và Châu Á. Ông có giấy phép huấn luyện UEFA Pro.
Vai trò quản lý cấp cao đầu tiên của Lopez là tại FK Banga Gargždai, bắt đầu từ tháng 1 năm 2007. Ông được biết đến với phẩm chất lãnh đạo mạnh mẽ, khả năng phân tích và giải quyết vấn đề cũng như kỹ năng giao tiếp và giao tiếp tuyệt vời với các cầu thủ.

## Sự nghiệp cầu thủ
Từng bắt cho thanh hoá năm 1993-2000